# Владе Ђуровић
Владе Ђуровић (Београд, 16. мај 1948) је бивши југословенски и српски кошаркаш а садашњи кошаркашки тренер.

## Биографија
Своју успешну спортску каријеру је започео као кошаркаш у ОКК Београду где је играо од 1964. године до 1973. године. По завршетку играчке каријере желео је да остане у свом клубу, завршио је тренерску школу и постао први професионалац у историји ОКК Београда. У ОКК Београду је радио са пионирима и кадетима. За тренерску каријеру захвалан је свом куму Богдану Тањевићу, који га је наговорио да тренира КК Слобода Диту из Тузле, а тиме и започиње његова богата тренерска каријера.
Са екипом Шибенке је у сезони 1982/83. освојио прво место, а били су прваци само шеснаест сати, јер је Управни одбор Кошаркашког савеза Југославије, на хитно сазваној седници, донео одлуку да се утакмица поништи, пошто је, наводно, судија Матијевић тешко оштетио Босну. Цео град је стао иза клуба, који није желео да игра утакмицу на неутралном терену, па је у историји остало забележено да је Ђуровић био једини тренер који је титулу шампиона задржао само шеснаест сати. Као тренер Шибенке је 1984. године играо у финалу купа Радивоја Кораћа.
Након Шибенке је водио подгоричку Будућност у сезони 1984/85, да би у сезони 1985/86. као тренер Задра освојио првенство Југославије. Након успеха са Задром преузео је Црвену звезду у којој је провео две сезоне. У првој сезони је у полуфиналу плеј офа у мајсторици у Загребу избацио Цибону, али је у финалу изгубио од Партизана. У другој сезони није имао запажени резултат.
Након Звезде наредне године проводи у Грчкој где води екипе Паниониса (освојио куп Грчке 1991), Ариса, АЕК-а из Атине. Касније је водио и француски Лимож, био је у Белгији где је освојио куп са Остендеом 1998. године. Водио је још и Окапи Алстар а био је и селектор репрезентације Белгије. Као тренер Ахилеаса освојио је Куп Кипра 2000. године. У сезони 2001/02. је као помоћник Богдана Тањевића у Асвелу освојио првенство Француске. Од јула до децембра 2002. године је водио поново подгоричку Будућност.
У априлу 2003. године је преузео екипу ФМП-а. Истог месеца је освојио Куп Радивоја Кораћа, затим је играо финале доигравања са Партизаном (0:3), после чега је екипу ФМП-а повео на Универзијаду, где су "пантери" у дресовима СЦГ освојили злато. У наредној 2003/04. сезони је са ФМП-ом стигао до полуфинала УЛЕБ купа где је клуб поражен од Хапоела из Јерусалима. У првој утакмици у Железнику било је 70:69, а после трилера у Јерусалиму, ФМП је имао последњи напад за финале, али Бојан Поповић није погодио кош и остало је 76:79. Ђуровић је у овој сезони одвео ФМП на фајнал фор Јадранске лиге у Загребу, али је ипак непосредно пред одлазак у Загреб поднео оставку на место тренера због свађе са председником клуба Небојшом Човићем. Тим је преузео Бошко Ђокић који је савладао Црвену звезду и Цибону и донео трофеј Јадранске лиге у Железник.
У јуну 2004. је преузео екипу Лијетувос ритаса. Тренер овог клуба је био све до краја јануара 2005. када је помало изненађујуће одлучио да напусти клуб због личних разлога. Ритас је играо сјајно под Ђуровићем – завршили су такмичење у групи Г УЛЕБ купа са девет победа и једним поразом, а у лиги су били на првом месту испред Жалгириса. У мају 2005. је преузео НИС Војводину и водио тим у Суперлиги СЦГ. Током сезоне 2005/06. је водио екипу Мега Исхране у првој лиги СЦГ.
Касније ради и у Бугарској где води ЦСКА из Софије. Током сезоне 2008/09. водио је ваљевски Металац али се није задржао целе сезоне већ је напустио клуб крајем јануара 2009. након што је освојио Куп Србије (2 степен). Одмах након што је напустио Металац преузима по други пут у каријери Војводину. Дошао је као трећи тренер клуба у сезони, са циљем да обезбеди тиму опстанак у Јадранској лиги. Ипак новосадски клуб је заузео последње место у регионалном такмичењу, и тако изгубио право да игра у овом такмичењу наредне сезоне. Ђуровић је у априлу 2009. због здравствених разлога поднео оставку на место тренера Војводине.
Током сезоне 2009/10. поново је неколико месеци водио ФМП. Током 2010. и 2011. године је радио у Ирану где је водио Тозин Електрик. Последњих година је водио ОКК Београд у Кошаркашкој лиги Србије, а радио је и као тренер у Тунису.

## Тренерски успеси

### Клупски
- Задар:
  - Првенство Југославије (1): 1985/86.
- Паниониос:
  - Куп Грчке (1): 1990/91.
- Остенде:
  - Куп Белгије (1): 1997/98.
- Ахилеас:
  - Куп Кипра (1): 2000.
- ФМП:
  - Куп Радивоја Кораћа (1): 2002/03.

### Репрезентативни
- Универзијада:  2003.